# Cerizay
Cerizay is een gemeente in het Franse departement Deux-Sèvres (regio Nouvelle-Aquitaine) en telt 4589 inwoners (1999). De plaats maakt deel uit van het arrondissement Bressuire.
Het hoofdkantoor van de Franse carrosseriebouwer Heuliez is hier gevestigd.

## Geografie
De oppervlakte van Cerizay bedraagt 18,6 km², de bevolkingsdichtheid is 246,7 inwoners per km².
De onderstaande kaart toont de ligging van Cerizay met de belangrijkste infrastructuur en aangrenzende gemeenten.

## Verkeer
In de gemeente ligt de spoorweghalte Cerizay.

## Demografie
Onderstaande figuur toont het verloop van het inwonertal (bron: INSEE-tellingen).